# Colin King-Ansell
Colin King-Ansell (1946) es un político nacionalista neozelandés, conocido por su posición de negador del Holocausto".

## Biografía
En 1967 se unió al Partido Nacional Socialista de Nueva Zelanda. Ese mismo año fue condenado a  18 meses de prisión por haber participado en el bombardeo a una sinagoga.
En 1969 se convirtió en líder del Partido Nacional Socialista. Apoyó a los nacionalsocialistas en las elecciones generales de 1972 y 1975, impugnó el electorado de Edén y en 1978 impugnó la sede de Onehunga. En 1979 fue multado con 400 tras la apelación de una sentencia de prisión de tres meses por violar la Ley de Relaciones Raciales.
En 2006, King-Ansell se convirtió en presidente de una asociación comercial local, Progress Hawera, pero fue expulsado cuando se expuso su pasado de extrema derecha. Lidera el Frente Nacional de Nueva Zelanda. 
Aunque ha declarado que ya no apoya el nacionalsocialismo, King-Ansell sigue apoyando el racismo participando en mítines neonazis. En 2017 fue  escoltado por la policía, junto con otros neonazi, lejos de los contra-manifestantes.